# Conference
Il termine Conference, nello sport, indica le divisioni delle squadre nordamericane dei college e degli sport professionistici. L'assegnazione di una squadra chiamata franchigia a una Conference si basa principalmente su criteri geografici, generalmente in una Eastern Conference e una Western Conference, oppure in due "Conference", che si basano sulla divisione tradizionale dei campionati professionistici precedentemente concorrenti.
In quasi tutti gli sport di squadra universitari e professionistici, i vincitori delle Conference competono l'uno contro l'altro in una modalità di eliminazione nota come playoff o post-season per determinare il campione "mondiale" o nazionale (negli sport professionistici o universitari) in una partita di finale secca o in una serie di finali da determinare. Un'eccezione controversa è la Bowl Championship Series nel football universitario, la partita universitaria della National Collegiate Athletic Association (NCAA) nel football americano, che non si basa su un sistema di playoff. La divisione delle squadre in Conference non è fissa, ma può cambiare quando una squadra si sposta o una lega si espande, così come quando le Conference vengono fondate o sciolte.
Nello sport europeo (in particolar modo nel calcio) il termine è indicato in alcune competizioni solo come denominazione, senza un particolare significato: ad esempio la quinta serie del campionato inglese, la National League, organizzata dalla lega semiprofessionistica omonima, denominata Conference League dal 1987 al 2004, e la terza coppa europea per club di calcio organizzata dalla UEFA, la UEFA Conference League, inizialmente denominata UEFA Europa Conference League, avviata nel 2021. Un'eccezione fu rappresentata, nel football americano francese, dal torneo Conference Ouest, che adottava il criterio geografico per le squadre dell'ovest della nazione, attivo dal 1996 al 2007.

## Major League Baseball (MLB)
Nella Major League Baseball, la struttura è simile al football americano, tranne per il fatto che i precedenti concorrenti sono ancora chiamati League invece di Conference perché giocano secondo regole leggermente diverse. Nella National League e nella American League ci sono tre divisioni con cinque franchigie ciascuna. Questi possono sovrapporsi geograficamente, come nel calcio. Ad esempio, New York, Chicago e Los Angeles hanno ciascuna una franchigia nelle divisioni Est, Centrale e Ovest di ciascuna lega.

## Major League Soccer (MLS)
Le 28 squadre (al 2022) del massimo campionato di calcio professionistico negli Stati Uniti e in Canada, la Major League Soccer, sono divise in due Conference, Ovest ed Est. Non è prevista alcuna ulteriore suddivisione, ad esempio in divisioni. Tra marzo e ottobre, ciascuna squadra gioca 34 partite nella stagione regolare: una partita in casa e una in trasferta contro le squadre della propria Conference e una partita contro otto delle 14 squadre dell'altra Conference.
A ottobre, le sette migliori squadre di entrambe le Conference giocano gli spareggi in partite individuali. La squadra con il punteggio più alto ha il vantaggio in casa, mentre il girone del torneo non cambia con lo svolgimento del torneo. La squadra con il punteggio più alto in una Conference salta un turno, le squadre teste di serie piazzatesi in quarta e quinta posizione affrontano il loro avversario per le semifinali di Conference, le squadre teste di serie piazzatesi seconda e settima e le squadre teste di serie piazzatesi terza e sesta affrontano l'avversario del vincitore nelle finali di Conference. I campioni della conference giocano per la Coppa MLS all'inizio di novembre.

## National Basketball Association (NBA)
Similmente alla NHL, la lega di basket della National Basketball Association è stata divisa in una Eastern Conference e una Western Conference a partire dalla stagione 1970/71. In precedenza c'erano solo una divisione orientale e una occidentale (ad eccezione di un'ulteriore divisione centrale nella stagione 1949/50). La divisione è simile all'hockey su ghiaccio secondo gli aspetti regionali. Con attualmente 30 squadre nella NBA, a ciascuna Conference vengono assegnate 15 squadre. Entrambe le Conference sono divise in tre divisioni di cinque squadre ciascuna.

## National Collegiate Athletic Association (NCAA)
Il numero e la classificazione delle conferenze nelle operazioni sportive universitarie della National Collegiate Athletic Association così come l'assegnazione delle squadre è caratterizzata da cambiamenti frequenti, che possono variare anche a seconda dello sport. Nel basket, ci sono oltre 30 Conference NCAA sia nelle divisioni femminili che maschili della massima divisione, Division I NCAA, che seguono approssimativamente le condizioni geografiche ma spesso si sovrappongono ad altre Conference. Una Conference conta solitamente una decina di università, ma il numero può variare a seconda della Conference e dello sport, quindi possono esserci anche venti o quaranta membri. Una divisione anche in questo caso è una divisione di quelle Conference solitamente in due parti, ma in un secondo significato caratterizza anche le tre classi della lega, comprese le regole di partecipazione che si applicano all'università in questa classe, come il numero di partite, borse di studio, partite casalinghe o la qualità richiesta delle partite dell'avversario.

## National Football League (NFL)
Nella lega professionistica di football americano National Football League, le squadre delle due Conference non sono divise in base alla loro posizione geografica. La divisione ha invece un sottofondo storico. Le due leghe concorrenti precedenti la National Football League e l'American Football League furono fuse nel 1970 e oggi ciascuna delle due Conference, l'American Football Conference e la National Football Conference, rappresenta una delle due leghe. Ogni Conference ha 16 squadre suddivise in quattro divisioni. Questi possono sovrapporsi geograficamente, come nel baseball. Ad esempio, New York e Los Angeles hanno ciascuna un franchising nelle divisioni Est e Ovest di ciascuna Conference.

## National Hockey League (NHL)
Nella National Hockey League, la lega è divisa in Eastern Conference e Western Conference. Oltre all'ubicazione locale delle squadre, determina anche quante squadre ci sono nell'est o nell'ovest. Con attualmente 31 squadre nella NHL, ci sono 16 squadre assegnate alla Eastern Conference e 15 squadre alla Western Conference. Entrambe le Conference sono divise in due divisioni, con le due divisioni dell'Est e la Pacific Division dell'Ovest composte ciascuna da otto squadre, mentre la Central Division della Western Conference ne ha solo sette. Con la squadra di espansione di Seattle nella Pacific Division a partire dalla stagione 2021-22, l'Arizona diventerà l'ottava squadra a passare alla Central Division.
Seguendo l'esempio della NHL, anche la Eurasian Continental Hockey League ha formato due Conference a partire dal 2009.

## Women's National Basketball Association (WNBA)
Le dodici squadre della Women's National Basketball Association sono divise in una Eastern Conference e una Western Conference. Tuttavia, le Conference non hanno alcun significato per i playoff. L'unica differenza nel gioco della stagione regolare tra le Conference è che tre squadre della stessa Conference disputano le gare per un totale di quattro volte invece di tre.